# Dicranella reticulata
Dicranella reticulata är en bladmossart som beskrevs av Jean Édouard Gabriel Narcisse Paris 1900. Dicranella reticulata ingår i släktet jordmossor, och familjen Dicranaceae. Inga underarter finns listade i Catalogue of Life.